# First U.S. Army Group
First United States Army Group var en fiktiv armégruppe, som blev opfundet af de Vestallierede under 2. Verdenskrig op til invasionen i Normandiet som led i Operation Quicksilver, der havde til formål at narre tyskerne med hensyn til hvor invasionen ville finde sted. For at tiltrække tyskernes opmærksomhed blev George S. Patton sat i spidsen for denne ikke-eksisterende enhed. 

## Historie
First U.S. Army Group – der ofte blev forkortet FUSAG – blev oprettet i London i 1943 som planlægningsenhed for den allierede invasion af Frankrig under General Omar Bradley. Da 12. amerikanske armégruppe blev oprettet den 1. august 1944, overgik Bradley og hans stab til det nye hovedkvarter. På trods af at det ikke havde personel fortsatte FUSAG med at eksistere på papiret som en del af vildledningen i Operation Quicksilver. For at få de tyske styrker til at tro, at de allieredes invasion ville ske ved Pas-de-Calais, fik fantom-styrken hovedkvarter i Dover lige overfor på den engelske side af Kanalen. For yderligere at tiltrække de tyske lederes opmærksomhed udnævnte general Dwight D. Eisenhower George Patton til at lede fantom-hæren og forøgede styrkens størrelse, så den blev større end den britisk ledede 21. Armegruppe under Bernard Montgomery. Afledningen fungerede så godt, at selv mange uger efter invasionen i Normandiet ventede tyskerne på det de regnede med ville blive den "rigtige" invasion. 

## Underordnede enheder
Enheder blev jævnligt flyttet til og fra FUSAG for at støtte vildledningen og for at understøtte de aktuelle behov. 
- 14. Amerikanske Armé
- 4. Britiske Armé

## Yderligere læsning
- Jon Latimer, Deception in War, London: John Murray, 2001

## Eksterne kilder
- GlobalSecurity: First US Army Group Arkiveret 26. juli 2009 hos  Wayback Machine